# Byblia
Genre
Byblia est un genre de lépidoptères (papillons) de la famille des Nymphalidae et de la sous-famille des Biblidinae.

## Dénomination
Le genre a été décrit par Jacob Hübner en 1819.

## Liste des espèces
- Byblia anvatara (Boisduval, 1833); présent en Afrique et à Madagascar.
- Byblia ilithyia (Drury, [1773]); présent en Afrique et dans la péninsule indienne[1].